# Bilproduktion i Danmark
Bilproduktion i Danmark i form af produktion eller samling af personbiler fandt sted i en længere sammenhængende periode fra 1919 til 1974, hvor den sidste bilfabrik i Danmark lukkede. Der har efter lukningen af den sidste fabrik været sporadisk produktion af enkelte bilmærker og prototyper.
Langt den overvejende del af den danske bilproduktion har bestået i produktion af udenlandske modeller som bl.a. Ford, Citroën og mærker under General Motors (bl.a. Opel og Chevrolet). Det anslås, at der er produceret knap en million biler på de danske samlefabrikker, indtil General Motors som den sidste producent lukkede samlefabrikken i Aldersrogade i København.
Efter lukningen af de udenlandsk ejede samlefabrikker, har der været forsøgt produktion af bl.a. de tidlige elbiler Hope Whisper og Kewet samt sportsvogne fra Zenvo. Det danske køretøj "Ellert" var teknisk set en scooter og ikke en bil.

## Dansk udviklede og producerede
I slutningen af 1800-tallet blev der i flere europæiske lande eksperimenteret med at udvikle motordrevne køretøjer. Køretøjerne var oftest designet som traditionelle kareter, som blev drevet af en motor i stedet for heste. Også i Danmark blev der eksperimenteret med sådanne vogne, og A.F. Hammels maskinfabrik i København, ejet af maskinfabrikant Albert F. Hammel, var en af pionérerne på området. Hammel udviklede op til 1895 et firhjulet køretøj, Hammelvognen, drevet af en vandkølet motor med to vandretliggende cylindere på 2720 cm³ og 3,5 hk anbragt under sæderne. Tophastigheden var ca. 10 km/t.
Flere andre maskinfabrikker og værksteder fremstillede i mindre målestok motordrevne køretøjer omkring og i årene efter århundredeskiftet. Smed og cykelfabrikant Hans Christian Christiansen fremstillede i perioden en række automobiler og grundlagde i 1901 Dansk Automobilfabrik, hvor han byggede en række motordrevne drosker (taxaer) og busser. Udover biler, fremstillede Christiansen også færger og flyvemaskiner.
I Viborg påbegyndte Julius Brems i 1900 fremstilling af automobiler. Der blev fremstillet otte biler indtil 1908, hvor produktionen ophørte.
I samme periode etablerede H.C. Frederiksen i 1902 et værksted på Roskildevej 39 på Frederiksberg, der fremstillede motordrevne køretøjer med importerede motorer fra Belgien. Køretøjerne blev solgt under navnet Anglo-Dane. Senere udviklede Frederiksen sin egen 5 hk-motor. Han byggede ca. 70 motordrevne køretøjer (automobiler, motorcykler, varevogne og brandsprøjter) i tiden frem til 1918, hvor Anglo Dane fusionerede med Thriges køretøjsafdeling og Automobilfabrikken JAN og blev til De Forenede Automobilfabrikker, der producerede køretøjer under navnet Triangel; primært lastbiler, busser og brandbiler.
Bortset fra Triangels produktion af motorkøretøjer var der i perioden frem til anden verdenskrig alene en beskeden produktion af dansk udviklede motorkøretøjer.
2. verdenskrig og den tyske besættelse af Danmark medførte brændstofmangel og ophør af muligheden for import af biler, idet de krigsførende lande omlagde produktionen til krigsmateriel i stedet for biler. Der blev under besættelsen fra 1940 til 1943 fremstillet enkelte eksemplarer af den eldrevne varebil Jensen Elektrovogn bygget af Edwin Karl Jensen.
Efter anden verdenskrig blev fremstillet enkelte prototyper af bilmodeller, men dansk serieproduktion af biler bestod alene af produktion af udenlandske modeller.
I begyndelsen af 1970'erne fremstillede den danske bilimportør og bilentusiast Ole Sommer en bil, Joker, der var baseret på komponenter fra Volvo. Der blev fremstillet syv eksemplarer, inden oliekrisen fik produktionen til at ophøre. Senere i 1970'erne fremstillede Ole Due enkelte eksemplarer af en bil, Safari, der var baseret på undervognen fra brugte VW "Bobler" med monteret karosseri af glasfiber. Ole Sommer genoptog bilproduktionen i 1984 med sportsvognen OsCar (også kendt som Ole Sommer Car), der var baseret på AC Cobra. Der blev produceret ca. 20 eksemplarer af OsCar.
Et forsøg på etablering af serieproduktion af en dansk udviklet bil blev foretaget med elbilen Hope Whisper, som Thure Barsøe-Carnfeldt lod udvikle. Projektet opnåede betydelig PR, og bilen blev præsenteret ved en højt profileret begivenhed i 1983 på cykelbanen i Forum i København, hvor bilen imidlertid kørte af banen og blev lettere beskadiget. Den fejlslagne præsentation fik stor medieomtale, og pressen omdøbte bilen til "No Hope", hvilket vanskeliggjorde projektet. En ny udgave af modellen, Whisper II, blev udviklet i samarbejde med Berlins Tekniske Universitetet og blev den første elbil i verden, der blev crashtestet. Det var dog ikke muligt at opnå finansiering til igangsættelse af serieproduktion af bilen.
En senere elbil, Kewet, udviklet af Knud Erik Westergaard, viste sig også vanskelig at producere, men der blev dog fremstillet en række eksemplarer af bilen i Hadsund og enkelte i Tyskland. Der blev også udviklet en varevogn, Kewet CitiVan, der dog ikke blev sat i kommerciel produktion. Der blev fremstillet ca. 1.000 eksemplarer af Kewet inden konceptet i 1998 blev solgt til en norsk virksomhed, der videreførte produktionen af modellen i Norge under navnet Buddy. Den norske model er teknisk set en firhjulet motorcykel og blev en moderat kommerciel succes. En Buddy optræder i den amerikanske film Downsizing fra 2017.
B&O-designeren Jacob Jensen designede i midten af 1980'erne under stor mediebevågenhed en model, LogiCar, der udover spektakulært design kunne omdannes fra stationcar til pickup på under et minut. På trods af medieinteressen for projektet, blev der alene fremstillet en enkelt prototype. Et nyt forsøg blev foretaget i 1992 med modellen Jensen One (også designet af Jacob Jensen), der blev præsenteret ved et højt profileret arrangement i Kunstindustrimuseet, hvor bl.a. Kronprins Frederik deltog. Bilen var dog ikke dansk udviklet, men “blot” en modificeret udgave af en Citroën XM. Bilen skulle produceres af et firma i Aalborg med mellem 12 og 52 eksemplarer årligt og skulle sælges for mellem 1,5 og 2,0 mio. kr. stykket. Projektet blev imidlertid ikke til noget, da potentielle investorer ikke så kommercielle muligheder i salg af en stylet Citroën til en pris, der langt overgik, hvad "almindelige" super luksusbiler kostende, ligesom den britiske bilproducent Jensen protesterede mod brugen af varemærket Jensen. Der blev alene fremstillet en enkelt prototype.
I 2007 blev virksomheden Zenvo etableret i Præstø. Zenvo fremstiller "super" sportsvogne, og præsenterede i 2008 sportsvognen Zenvo ST1 med en V8-motor med over 1.000 hk. Bilen blev testet i en udgave af det britiske motorprogram Top Gear, der imidlertid gav bilen en lunken anmeldelse, ligesom bilen brød i brand under testen. Zenvo fremstiller dog fortsat biler og har udviklet en række andre dyre sportsvogne.
Zenvo Automotive blev i 2018 solgt til udenlandske investorer, men har bibeholdt produktionen i Præstø.
Aquila Racing Cars fremstiller racerbiler, der ikke er produceret til brug på almindelig vej.

## Produktion af udenlandske bilmærker
Hvor produktionen af dansk udviklede automobiler har været beskeden, har Danmark imidlertid produceret et stort antal biler for udenlandske bilproducenter, primært amerikanske Ford og General Motors. 

### Fords danske samlefabrikker
Den amerikanske bilproducent Ford etablerede i 1919 en samlefabrik i Heimdalsgade på Nørrebro i København, hvor der blev fremstillet Ford T til salg i Skandinavien, Baltikum, Polen og Tyskland. Etableringen af den danske samlefabrik blev iværksat bl.a. på initiativ af dansk-amerikaneren William S. Knudsen, der havde en ledende stilling inden for Ford.

Samlefabrikken blev senere flyttet til en nybygget fabrik i Københavns Sydhavn, hvor bilproduktionen fortsatte indtil 1965, hvor produktionen ophørte. I alt blev der i Danmark fremstillet over 300.000 biler.

### General Motors biler
General Motors oprettede sit første udenlandske bilfabrik i 1923, da de i etablerede General Motors International med hovedsæde i København. General Motors International etablerede sin fabrik i oktober 1923 i lejede lokaler i Københavns Sydhavn. Initiativtager var igen William S. Knudsen, der siden etableringen af Ford i København, var skiftet til GM. Fabrikken skulle forsyne Nordeuropa og Baltikum med biler fra General Motors samlet på den danske fabrik. Den første danske General Motors bil, en Chevrolet, forlod fabrikken i januar 1924.
I 1929 blev påbegyndt opførelsen af en ny moderne fabrik på hjørnet af Aldersrogade og Haraldsgade på Nørrebro. Den nye fabrik åbnede den 21. juni 1930 og blev udvidet i 1939, således at den rummede 65.000m².
Under krigen blev produktionen af GM-modeller indstillet, og der blev i stedet fremstillet gasgeneratorer, der blev monteret på personbiler, så de kunne køre på brænde i stedet for sædvanligt brændstof. Den tyske besættelsesmagt pålagde senere fabrikken at reparere tyske flymotorer, hvilket førte til, at der blev udført sabotageaktion mod fabrikken.
Efter krigen blev bilproduktionen genoptaget med produktion af Vauxhall, Bedford og Opel, der primært gik til eksport. I storhedstiden op gennem slutningen af 50'erne og 60'erne, samlede og solgte GMI modeller fra GM under mærkerne Opel, Vauxhall, Bedford og de amerikanske mærker Chevrolet, Pontiac, Oldsmobile, Buick, Cadillac, og GMC.
Efter at have produceret mere end 550.000 biler i Danmark lukkede General Motors i 1974 den danske samlefabrik bl.a. som følge af den danske regerings afgiftspolitik, der ikke ønskede at lempe registreringsafgiften for køretøjer samlet i Danmark. Den dramatiske nedgang i bilsalget over hele Europa som følge af oliekrisen og den stigende internationalisering af bilproduktionen havde dog også en væsentlig indflydelse på lukningen af den sidste større samlefabrik i Danmark.

### Citröens samlefabrik
Den franske bilproducent Citroën etablerede i 1927 en samlefabrik i København.
Efter krigen blev produktionen på samlefabrikken genoptaget bl.a. med fremstilling varebiler, der blev tilpasset de danske særlige afgifter. Der blev produceret ca. 550 varebiler, der var baseret på Citröen Traction Avant 11B og 11BL. Produktionen foregik mellem 1949 og 1953.

### SAAB
SAAB's danske generalrepræsentant, ISIS Motor, drev en samlefabrik, hvor de samlede SAAB-biler mellem 1957 og 1963.

### Morris
Den danske importør af biler fra British Motor Corporation (senere British Leyland), DOMI, samlede Morris biler i Varde og havde et stor klargøringscenter på stedet..

### Standard
Burmeister & Wain i København havde et datterselskab, Nordisk Dieselauto (oprindeligt kaldet Bur-Wai Dielsel), der udviklede mindre dieselmotorer til bl.a. fiskekuttere, lastbiler m.v. og også til biler og lastbiler/busser.
Nordisk Dielselauto samlede efter 2. verdenskrig biler fra den britiske producent Standard (modellerne Standard 8, Standard 10 og Standard Vanguard).

### Bohnstedt-Pedersen
Den danske bilimportør Bohnstedt-Petersen påbegyndte allerede i slutningen af 1920'erne samling enkelte eksemplarer af amerikanske "Durant-vogne" (udviklet af William C. Durrant, der senere skabte Chevrolet og var medstifter af General Motors). Bohnstedt-Petersen fik kort efter også agenturet for de amerikanske mærker Chrysler og Plymouth og fik tilladelse til at bygge bilerne i Danmark. Bohnstedt-Petersen etablerede en ny samlefabrik i Sundkrogsgade i Københavns Frihavn, hvor der blev fremstillet optil 2000 biler årligt.(p. 82) 
Bohnstedt-Petersens samlefabrik i Sundkrogsgade blev senere udvidet med andre mærker. Den første Mercedes-Benz bygget uden for Tyskland blev i 1934 bygget af Bohnstedt-Pedersen, der også samlede Renault og tyske DKW. Der blev fremstillet ca. 7.000 DKW årligt, hvoraf flere af delene kom fra Danmark.(p. 83)  Fra 1936 til 1940 samlede Bohnstedt-Petersen også biler fra britiske Standard (Flying Standard) i Sundkrogsgade, ligesom firmaet åbnede en samlefabrik i Malmö.
Under den tyske besættelse af Danmark blev bilproduktionen indstillet, og i stedet blev fremstillet reservedele og gasgeneratorer. Efter august 1943 og samarbejdspolitikkens ophør blev fabriken beslaglagt af den tyske besættelsesmagt.(p. 84)  Bilproduktionen blev ikke genoptaget efter krigen, men Bohnstedt-Petersen åbne en samlefabrik for lastbiler i Hillerød i 1954.(p. 87) 

## Ekterne henvisninger
- Her er historien om dansk bilproduktion i det 20. århundrede, Ingeniøren, ing.dk (betalingsmur)